# Metro d'Adana
El metro d'Adana és una xarxa de metro que dona servei a la ciutat d'Adana, la cinquena ciutat més gran de Turquia, situada a l'oest del país, a 30 quilòmetres de la costa mediterrània. El 2009 es va inaugurar un primer tram de 13,5 km i 13 estacions.

## Història
El projecte del metro es va esmentar per primera vegada el 1988. El 1990 es va finalitzar un estudi de viabilitat. La construcció de la línia de metro es va confiar el 1996 al consorci d’empreses Adtranz-Alarko-ABB Electric per un import de 340 milions de dòlars EUA. El pla de línies tal com estava previst inicialment s’amplia cap al sud i es comença a treballar el gener de 1999. El lloc es troba amb dificultats que requereixen una pròrroga del govern turc. A causa de la manca de recursos financers, el projecte es va aturar el 2002 i només es va reiniciar el 2008 després que el municipi obtingués una extensió pressupostària de 194 milions de dòlars EUA. La línia està parcialment oberta18 mars 200918 de març de 2009 entre les estacions de Hastane i Vilayet. Després de 3 mesos d’operació, el servei s’atura per permetre finalitzar els treballs. Es posa en funcionament tota la línia el 14 de maig de 2010.

## Xarxa
La xarxa està formada per una única línia de doble via de 13,9 km de longitud, dels quals 3,5 km es van construir en una rasa coberta, 2,5 km en una rasa, 5,6 km en un viaducte i 2,55 km en superfície. La línia inclou 13 estacions, incloent 4 km de metro, 5 en viaducte i 4 sobre terra. Totes les estacions estan equipades amb escales mecàniques i ascensors. La distància entre estacions és de mitjana 1 quilòmetre. La línia va des de l'estació de Nastane fins a l'estació d'Akıncılar i es troba, excepte les dues últimes estacions, a la riba esquerra del riu Seyhan. La via té l'ample ferroviari estàndard (1.435 mm) i l'alimentació es realitza mitjançant catenària.

## Material rodant
La flota de material rodant està formada per 36 cotxes Eurotem fabricats per la companyia Hyundai. Aquest material és idèntic al que circula a la línia 4 del metro d'Istanbul. Cada cotxe fa 27 metres de llarg i 2,65 metres d’amplada per una massa de 41 tones. Un tren de metro té 3 cotxes i pot transportar 933 passatgers. La velocitat màxima és de 80 km/h.

## Explotació
Els trens circulen de 6h a 23h30 tots els dies de la setmanes amb una freqüència de 4 minuts a les hores puntes i de 15 minuts en hora vall. El temps de recorregut dels 13,5 quilòmetres de la línia és de 21 minuts. A la seva configuració inicial, la línia pot transportar 21.600 persones per hora. Després de realització de l'allargament de 9,3 km la línia podrà transportar 660.000 passatgers per dia. El metro és explotat per la companyia municipal ABBO

## Projectes de desenvolupament

### Extensió entre dues estacions
S’està construint una extensió de 9,3 quilòmetres entre les estacions de la universitat Akıncilar i Çukurova a la riba dreta del riu Seyhan.